# 東島村 (岐阜県)

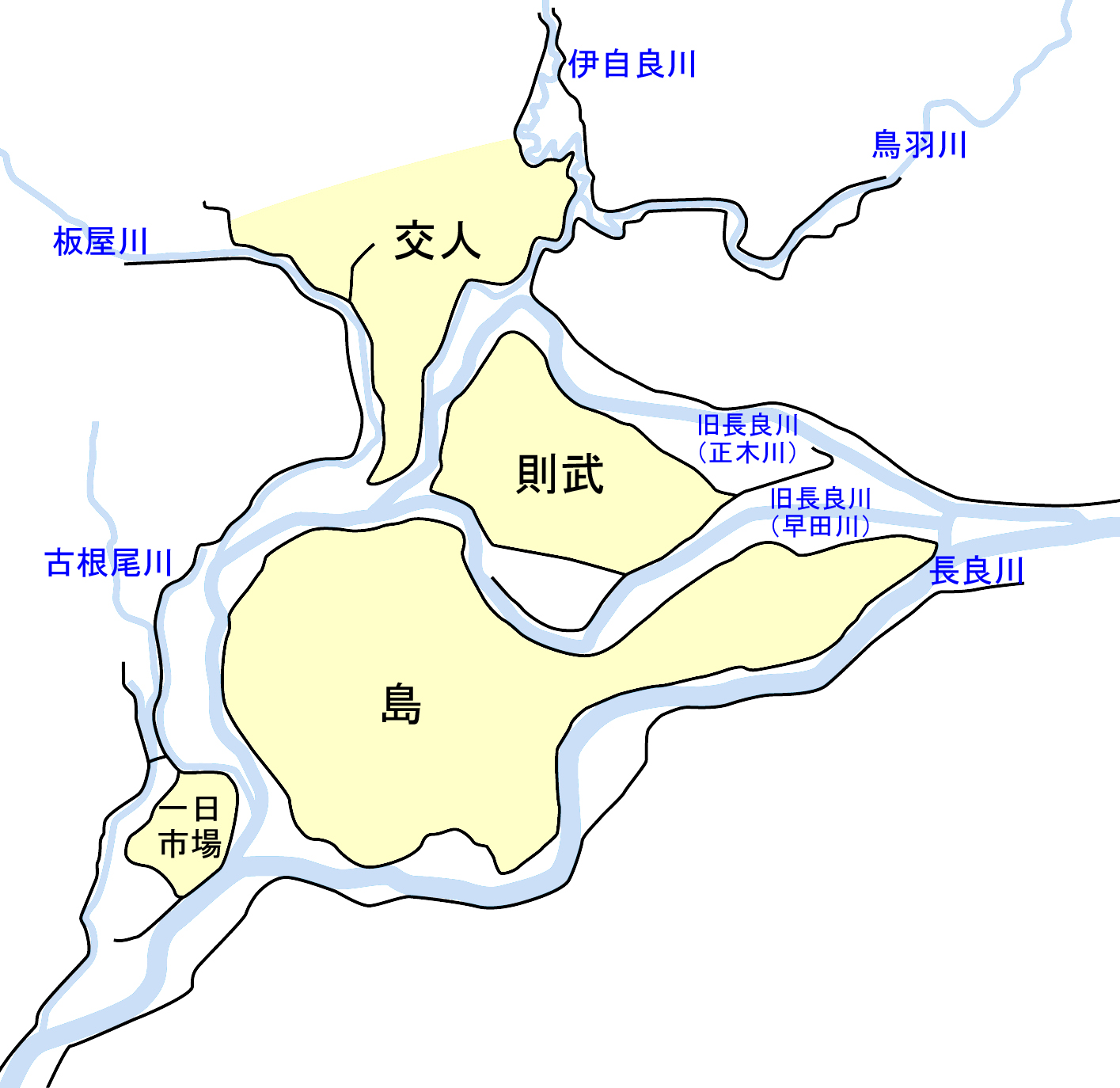
長良川改修以前の長良川分岐点付近の河川と輪中の分布。東島村は島輪中内に位置した。

東島村（ひがしじまむら）は、かつて岐阜県稲葉郡にあった村である。
現在の岐阜市東島などに該当する。
東島村の発足時は厚見郡であったが、郡の合併で稲葉郡の村となっている。

## 歴史
- 1889年（明治22年）7月1日 - 町村制により、東島村発足。
- 1897年（明治30年）4月1日[2] - 方県郡の一部、厚見郡、各務郡の合併により稲葉郡が発足。当村は稲葉郡の村となる。
- 1897年（明治30年）4月1日 - 近島村、池ノ上村、北島村、萱場村、菅生村、江口村、早田村、西中島村、旦ノ島村と合併し島村が発足。同日東島村廃止。

## 教育
- 東島尋常小学校 - 岐阜市立島小学校の前身校の一つ。